# Marxismo analítico
O marxismo analítico refere-se a uma corrente de pensamento do marxismo, com especial destaque entre filósofos e cientistas sociais de língua inglesa. Essa corrente consolidou-se durante a década de 1980, principalmente associado aos estudiosos do chamado Grupo de Setembro, também conhecido como No Bull Shit Marxism. Os membros do grupo caracterizavam-se por ter "um pensamento claro e rigoroso sobre os problemas normalmente obscurecidos por uma neblina ideológica". Os mais destacados membros deste grupo foram: Gerald Cohen, John Roemer, Jon Elster, Adam Przeworski, Erik Olin Wright, Philippe Van Parijs e Robert-Jan van der Venn.

## Origens
O marxismo analítico teve origem com a publicação de Karl Marx's Theory of History: A Defence (Cohen, 1978). Concebida de forma mais ampla, poderia ser visto como tendo originado no período do pós-guerra nos trabalhos dos filósofos políticos, como Karl Popper, H. B. Acton e John Plamenatz, que empregaram as técnicas da filosofia analítica, a fim de testar a coerência e a validade científica do marxismo como uma teoria da história e da sociedade.
Esses pensadores eram críticos de aspectos do marxismo convencional, como a teoria do valor e a metodologia dialética O livro de Cohen foi, desde o início, concebido como uma defesa da materialismo histórico. Cohen meticulosamente reconstruiu o materialismo histórico através de uma leitura atenta dos textos de Marx, com o objectivo de proporcionar um argumento o mais logicamente coerente e sensato. Para Cohen, o materialismo histórico de Marx é uma teoria tecnologicamente determinista, na qual as relações econômicas de produção são funcionalmente explicadas pelas forças materiais de produção, e na qual as instituições políticas e jurídicas (a "superestrutura") são funcionalmente explicadas pelas relações de produção (a "base").
A transição de um modo de produção para o outro é impulsionada pela tendência das forças produtivas para se desenvolver. Cohen encontra nesta tendência uma referência ao caráter racional da espécie humana: onde existe a oportunidade de adotar uma tecnologia mais produtiva e assim reduzir a carga de trabalho, os seres humanos tendem a tomá-la. Assim, a história pode ser entendida como o desenvolvimento gradual de potência produtiva humana.

### Grupo de Setembro
O Grupo de Setembro (também conhecido como grupo marxista sem besteiras) é um pequeno círculo de estudiosos interessados no marxismo analítico. Os seus membros originais incluíam Gerald Cohen, Jon Elster, Adam Przeworski, Erik Olin Wright, Robert Brenner, Hillel Steiner, Philippe Van Parijs, Robert Van Der Veen, Samuel Bowles e John Roemer. O grupo, assim chamado porque tradicionalmente se reúne em setembro, se reencontra cada dois anos em diferentes locais. As reuniões geralmente contam também com a presença de um convidado que não é um estudioso membro permanente do grupo.
Embora todos os membros do Grupo de Setembro compartilhem um interesse comum no marxismo, alguns deles, como Van Parijs e Steiner, nunca descreveram a si próprios como marxistas. Elster e Przeworski foram notáveis participantes do grupo no início da década de 1990. Entre os membros que se integraram posteriormente ao grupo, incluem Thomas Piketty e, mais recentemente, Joshua Cohen.

## Teoria

### Exploração
Ao mesmo tempo em que Cohen estava a trabalhar na Teoria da História de Karl Marx, o economista estadunidense John Roemer estava empregando a economia neoclássica, de modo a tentar defender os conceitos marxistas de exploração e classes sociais. Em seu livro General Theory of Exploitation and Class (1982), Roemer empregou a escolha racional e a teoria dos jogos para demonstrar como a exploração e as relações de classe poderiam surgir no desenvolvimento de um mercado de trabalho. Roemer iria passar a rejeitar a ideia de que a teoria do valor-trabalho era necessária para explicar a exploração e as classes sociais. O valor era, em princípio, susceptível de ser explicado em termos de qualquer tipo de insumos e commodities, como petróleo, trigo, etc., em vez de ser explicada exclusivamente pela força de trabalho empregada. Roemer foi levado à conclusão de que a exploração é a classe gerada não tendo sido, portanto, na esfera da produção, mas do mercado de trocas. Significativamente, como uma categoria puramente técnica, a exploração nem sempre implica uma falha moral.

### Marxismo da escolha racional
Em meados dos anos 1980, o marxismo analítico foi reconhecido como um "paradigma". O grupo havia se reunido durante vários anos, e uma sucessão de textos foram publicados por seus membros. Vários desses textos apareceram na série "Studies in Marxism and Social Theory", da Cambridge University Press, incluindo Making Sense de Marx (Jon Elster, 1985) e  Capitalism and Social Democracy (Adam Przeworski, 1986). Elster faz uma exaustiva busca através de textos de Marx, a fim de verificar o que poderia ser recuperado do marxismo, utilizando as ferramentas da teoria da escolha racional e o individualismo metodológico. E concluiu afirmando - ao contrário de Cohen - que nenhuma teoria geral sobre a história como o desenvolvimento das forças produtivas poderia ser desenvolvida. Tal como Roemer, ele também rejeitou a teoria do valor-trabalho e, indo mais além, quase todas as de Marx sobre economia. O método da "dialética" foi considerado uma forma de obscurantismo hegeliano. A teoria da ideologia e da revolução continuava a ser útil até um certo nível, mas apenas depois de terem sido eliminadas as suas tendências para holismo e funcionalismo e estabelecido com base em uma metodologia individualista e uma explicação causal ou intencional.
O livro de Przeworski utiliza a escolha racional e a teoria dos jogos para demonstrar que as estratégias revolucionárias adotadas pelos socialistas no século XX eram provavelmente falhas, já que a escolha racional dos trabalhadores seria a de que se empenhassem para a reforma do capitalismo, através do reconhecimento dos sindicatos, da melhoria dos salários e das condições de vida, em vez de adotar a estratégia arriscada da revolução. O livro de Przeworski é claramente influenciado pelas explicações econômicas do comportamento político desenvolvidas por pensadores como Anthony Downs (An Economic Theory of Democracy, 1957) e Mancur Olson (The Logic of Collective Action, 1971).

### Justiça
Os marxistas analíticos (e da escolha racional) conquistaram a simpatia de uma variedade de correntes esquerdistas, desde o comunismo até a social-democracia reformista. Ao longo dos anos 1980, a maioria deles começou a acreditar que o marxismo, como uma teoria capaz de explicar a revolução em termos de dinâmica econômica do capitalismo e dos interesses de classe do proletariado, tinha sido gravemente comprometida. Eles estavam amplamente de acordo com a afirmação de que a transformação do capitalismo era um projeto ético. Durante a década de 1980, havia se desenvolvido um debate entre os acadêmicos anglófonos sobre se o marxismo podia conceber uma teoria da justiça. Este debate foi claramente ligado ao renascimento da filosofia política normativa após a publicação de A Theory of Justice (John Rawls, 1971). Alguns comentadores permaneceram hostis à ideia de uma teoria marxista da justiça, argumentando que Marx via a "justiça" como pouco mais do que uma construção ideológica burguesa projetada para justificar a exploração com referência à reciprocidade no salário contratual. Os marxistas analíticos, no entanto, rejeitaram amplamente este ponto de vista. Liderados por Cohen (um filósofo moral de formação), argumentaram que uma teoria marxista da justiça teria seu foco no igualitarismo. Para Cohen, isto significava um compromisso com a filosofia política e moral, a fim de demonstrar a injustiça do mercado de trocas, bem como a construção de uma métrica igualitária apropriada. Este argumento foi perseguido por Cohen, em seu livros mais recentes, Self-Ownership, Freedom and Equality (1995) e If You're an Egalitarian How Come You're So Rich? (2000b).
Cohen se afasta de alguns marxistas anteriores, argumentando que o capitalismo é um sistema caracterizado pela exploração injusta, mas não porque o trabalho é "roubado" dos trabalhadores pelos empregadores, mas porque é um sistema onde a autonomia é violada, o que resulta em uma distribuição injusta dos benefícios e dos encargos. No argumento marxista tradicional, a exploração e a injustiça ocorrem porque não-trabalhadores apropriam-se do valor produzido pelo trabalho dos proletários, algo que seria superado em uma sociedade socialista no qual nenhuma classe poderia possuir os meios de produção e estar em posição de se apropriar do valor produzido pelos trabalhadores. Cohen afirma que essa tesa pressupõe que os trabalhadores tenham "direitos de auto-propriedade" sobre si próprios e, assim, seriam "possuidores" daquilo que é produzido pelo seu trabalho. Porque ao trabalhador é pago um salário menor que o valor que ele cria através do trabalho, o capitalista extrai a mais-valia a partir do trabalho do trabalhador e, consequentemente, rouba parte do que produz o trabalhador, o tempo do trabalhador e suas competências.
Cohen afirma ainda que o conceito de auto-propriedade está alinhado ao princípio da diferença de Rawls, que garante "o direito de cada pessoa sobre seu ser e seus poderes" - ou seja, o indivíduo é sempre tratado como um fim e nunca como um meio. Mas também destaca que a sua centralidade prevê um terreno comum entre a concepção marxista da justiça e libertarianismo de direita de Robert Nozick.
No entanto, Cohen tanto critica Rawls por tratar as competência das pessoas como mais um mero recurso externo sobre o qual nenhum indivíduo pode reivindicar mérito, quanto cobra Nozick por ir além do conceito de auto-propriedade e passar para a sua própria "tese" direitista de auto-propriedade. Na opinião do Cohen, o erro de Nozick é o de endossar as reivindicações das pessoas em legitimamente adquirir recursos externos com a mesma qualidade moral com que o fazem com a auto-propriedade. Em outras palavras, o libertarianismo permite surgir desigualdades a partir das diferenças de talento e diferenças de recursos externos, mas o faz porque assume que o mundo "é para ser ganho", ou seja, pode ser justamente apropriado como propriedade privada, com praticamente nenhuma restrição.

## Crítica
O marxismo analítico recebeu críticas de diferentes posições políticas, tanto marxistas quanto não-marxistas.

### Método
Alguns críticos alegaram que o marxismo analítico partiu de premissas epistemológicas e metodológicas erradas. Embora os marxistas analíticos tenham desqualificado o marxismo dialeticamente orientado como uma "besteira", outros defendem que o carácter distintivo da filosofia marxista está perdido se for analisado à parte da dialética. A característica fundamental da filosofia marxista é que ela não é um reflexo do pensamento do mundo, um materialismo bruto, mas sim uma intervenção no mundo de acordo com a práxis humana. De acordo com este ponto de vista, o marxismo analítico erradamente se caracteriza como uma atividade intelectual isolada das lutas que constituem a sua conjuntura política e social, e, ao mesmo tempo, que pouco faz para intervir nessa conjuntura. Para os marxistas dialéticos, o marxismo analítico eviscerou o marxismo, transformando-o a partir de uma doutrina sistemática de transformação revolucionária em um conjunto de teses discretas que se sustentam na base de sua coerência lógica e validade empírica.
Os críticos não-marxistas do marxismo analítico também se opuseram às suas deficiências metodológicas. Contra Elster e os marxistas defensores da escolha racional, foi alegado que o individualismo metodológico não foi a única forma de explicação válida nas ciências sociais, que o funcionalismo, na ausência de micro-fundações poderia permanecer um modo de pesquisa convincente e fértil, e que a escolha racional e a teoria dos jogos estão longe de serem universalmente aceitas como formas úteis ou apropriadas de modelar instituições e processos sociais.

### História
A defesa de Cohen de uma interpretação determinista-tecnológica do materialismo histórico foi, por sua vez, amplamente criticada, inclusive por marxistas analíticos. Juntamente com Andrew Levine, Wright argumentou que ao atribuir a primazia às forças produtivas (a tese do desenvolvimento), Cohen ignorou o papel desempenhado pelos atores das classes na transição entre os modos de produção. Para os autores, eram as formas das relações de classe (as relações de produção) que tinham a primazia em termos de como as forças produtivas seriam empregadas e em que medida em que elas se desenvolveriam. Não era evidente, eles alegaram, que as relações de produção tornar-se-iam "grilhões", uma vez que a forças produtivas são capazes de sustentar um conjunto diferente de relações de produção. Outros críticos não-marxistas alegaram que Cohen, em consonância com a tradição marxista, subestimou o papel desempenhado pela superestrutura jurídica e política na formação do caráter da base econômica. Finalmente, a antropologia de Cohen foi julgada duvidosa: se os seres humanos mais produtivos adotam uma nova tecnologia isso não é em função de uma racionalidade histórica, mas depende da medida em que estas formas de tecnologia são compatíveis com crenças preexistentes e práticas sociais.
Cohen reconheceu e aceitou algumas destas críticas, mas não todas, em seu livro History, Labour, and Freedom (1988)

### Justiça e Poder
Muitos marxistas poderiam argumentar que marxismo não pode ser entendido como uma teoria da justiça, no sentido pretendido pelo marxistas analíticos. A questão da justiça não pode ser vista de forma isolada a partir de questões de poder, ou a partir do equilíbrio das forças de classe, em qualquer conjuntura específica.
Os não-marxistas podem empregar uma crítica semelhante, em suas críticas às teorias liberais da justiça na tradição Rawlsiana. Eles alegam que as teorias não conseguem resolver os problemas sobre a configuração das relações de poder no mundo contemporâneo, e por isso aparecem como pouco mais do que exercícios de lógica. "Justiça", sobre este ponto de vista, é qualquer coisa produzida pelos pressupostos da teoria. Tem pouco a ver com a real distribuição de poder e recursos no mundo.

## Legado
Como projeto, o marxismo analítico tem desaparecido em grande parte desde o fim da década de 1990.
As principais luzes do marxismo analítico agora se voltam para outras áreas - como a filosofia moral e política (Cohen, Van Parijs), e teoria democrática empregando modelos econômicos (Roemer, Elster, Bowles).